# Велики рукомет
Велики рукомет или рукомет на трави, рукомет на отвореном, је спорт који представља претечу данашњег рукомета. Карл Шеленац професор више школе за физичко васпитање у Берлину је 1919. године, увео рукомет на великом игралишту. Ова игра се играла на фудбалском терену и екипе су се састојале од десет играча, једног голмана и две замене. Године 1936. овај спорт је први и једини пут био уврштен у програм Олимпијских игара.

## Историја спорта

### Велики рукомет на нашим просторима
Што се тиче развоја рукомета на овим просторима, он није чекао формирање руководећих рукометних тела, која би имала задатак организације и спровођења рукометних такмичења. Напротив, рукомет је руководство фискултуре приморавало на оснивање организације, која ће координисати рад многобројних секција, актива и других организација. Рукомет се код нас развијао на тадашњим радним акцијама, којима су руководиле омладинске организације СКЈ, као и у оквиру школа, радних организација, синдиката, установа, разних акција и манифестација. Издваја се омладинска радна акција Шамац - Сарајево, где је одиграно око 350 рукометних утакмица, са својих 8000 актера. Оваква прихваћеност рукомета од стране грађана, је само поспешило и иницирало формирање, сада органа који ће руководити рукометом на целој територији тадашње држава Југославије.
Уз првобитно спроведене одређене припреме, у Београду се 18. децембра 1949. године састаје Оснивачка скупштина Рукометног савеза Југославије. Рукометни савез Југославије са формира као удружење републичких савеза (касније и покрајинских) за рукомет. У старту се полази од формирања помоћних тела и органа Рукометног савеза Југославије, у циљу ефикаснијег усклађивања и још већег поспешивања развоја рукометне игре на целој територији Југославије.
У то време реч рукомет се односила на велики рукомет, или рукомет на трави, односно рукомет који се игра на фудбалском терену. Тек касније ова игра добија име „велики рукомет“, јер се поред њега, у међувремену појављује и рукомет који се игра на мањим игралиштима и у салама, па се услед диференцијације ова игра од тада назива "мали рукомет". С обзиром да ће у будућности, све већа популарност малог рукомета у потпуности потиснути свог „великог брата“, отуда се данас под термином рукомет мисли на тадашњи мали рукомет.

#### Први Савезни рукометни турнир

##### Мушкарци
Овај турнир је одржан од 27—30. маја 1948. године, још пре формирања Рукометног савеза Југославије. Овај рукометни турнир је угостио град Загреб. Његови такмичари биле су студентске репрезентације Београда, Љубљане и Сарајева и домаћина Загреба. Победник овог такмичења је била домаћа екипа Загреба у пратњи екипа Београда, Сарајева и Љубљане, тим редоследом.

##### Жене
Септембра 23. па до 26. године 1948, одржан је савезни рукометни турнир у конкуренцији жена. Учесници турнира биле су репрезентације Суботице, Загреба, Београда и Старе Кањиже, уједно овај редослед представља и поредак екипа на такмичењу.

### Формирање рукометних лига
Године 1949. поново се одржавају савезна такмичења у мушкој и женској категорији. Првак земље поново долази из Загреба, али сада као РК Загреб ( не репрезентација). Првак Југославије у категорију жена за ту годину се не помиње. .Ово даље припрема подлогу за формирање рукометних лига и првенство Југославије у великом рукомету за мушкарце.

#### Рукометни прваци Југославије

##### Мушкарци
Од 3. септембра 1950. године, представља почетак такмичења за првака државе, у рукомету, у сезони 1950/51. године. Тада се и први пут код нас формира савезна лига. Такмичење које те сезони није завршено доноси рукометну екипу Милиционера из Сарајева (као првопласирани тим у јесењем дели првенства у Савезној лиги) као шампиона земље, за ту годину.
Године 1951. првак Југославије у рукомету поново је тим Милиционера из Сарајева. Сарајевљани су успели да задрже освојену титулу из јесењег дела првенства.
Савезна рукометна лига, као орган није функционисала у потпуности. Ипак, Рукометни Савез Југославије наставља са организацијом такмичења, па креће сезона 1951/52. године., у Савезној лиги. Циљ је био добијање првака државе у рукомету за 1952. годину, али се поново одржава само јесењи део првенства. Поново је шампион екипа РК Милиционера из Сарајева. Пролетњи део Савезне рукометне лиге није одржан, а систем такмичења је промењен. Тако да се званични првак државе у рукомету добија на турниру 23-24. маја 1952. године у Сарајеву. Додатно такмичење није спречило до сада више пута помињану сарајевску екипо Милиционера да поново освоји још једно првенство. Што се тиче осталих учесника турнира, њихов поредак је био следећи: другопласирана је била екипа Загреба, затим за њима следе РК Железничар из Ниша и РК Динамо Панчево.
Првак државе године 1953. је такође одлучен на турниру, који је одржан у Београду 5., 6. и 7. јула 1953. године. Учесници турнира су биле екипе "20. октобар“ из Сарајева, Железничар из Ниша, Железничар из Београда и РК Графичар из Загреба. Уједно ово је и поредак пласмана екипа. За првака државе је проглашена екипа из Сарајева "20. октобар“.
Године 1954. 16., 17 и 18. јула одлучен је првак државе у оквиру савезног турнира у Панчеву. Екипе учеснице овог турнира биле су: РК Динамо из Панчева, Железничар из Ниша, Железничар из Београда, РК Загреб из истоименог града. Првак је била екипа РК Загреба, одмах иза ње је био Железничар из Ниша, затим РК Динамо Панчево и Железничар из Београда.
Наредне Године 1955. поново се првак земље добије преко савезног турнира. Домаћин овог турнира је био град Загреб, а дату од 27. до 29. маја. На турниру су учествовале екипе РК Динамо, Железничар, РК Графичар из Загреба. Овог пута првак државе је била екипа из Панчева.
Сезоне 1955/56. мали рукомет већ почиње полако да смењује и потискује велики рукомет. Упркос тој чињеници Рукометни савез Југославије више пажње и даље поклања великом рукомету. Те године рукометни турнир у Савезној лиги, бележи рекордно мали број екипа учесница. У борбу за титулу првака, за сезону 1955/56. године ступа само осам екипа. Разлог томе је преоријентација великог броја клубова, у тада растућу лигу малог рукомета (данашњи рукомет-рукомет у сали, како су га тих дана називали). РСУ успешно реализује организацију и летњег и јесењег дела првенства. Првак државе године 1956. постаје РК Динамо из Панчева.
У наредној сезони 1965/57. године, поново у Савезном турниру се такмичи осам екипа. Екипа, шампион је поново екипа РК Динамо из Панчева.
У последњој такмичарској сезони 1957/58. године, у великом рукомету, такмичило се осам екипа, а освајач Савезне лиге је била екипа РК Босна из Сарајева. Година 1958. представља годину гашења клупског великог рукомета у мушкој конкуренцији, у Југославији. Разлог гашења је потпуно преузимање примата малог рукомета, у Југославији.

##### Жене
Државна првенства у великом рукомету за жене играна су на турнирима широм Југославије, сем 1951. године, када је постојала Савезна лига. Број учесница женских рукометних клубова, на турнирима, био је знатно мањи него што је то био случај код мушкараца.
Државни прваци у великом рукомету код жена били су:
1. 1948. Репрезентација Суботице
2. 1949. ЖРК Спартак (Суботица)
3. 1950. ЖРК Загреб (Загреб)
4. 1951. ЖРК Загреб (Загреб)
5. 1952. ЖРК Загреб (Загреб)
6. 1953. ЖРК Спартак (Суботица)
7. 1954. ЖРК Спартак (Суботица)
8. 1955. ЖРК Локомотива (Загреб)
9. 1956. ЖРК Спартак (Суботица)[2]

### Велики рукомет у Нишу
Велики рукомет, или како се тада звао само рукомет је почео да осваја срца нишлија 1948. године. Годину дана касније се о овој игри у Нишу говорило с поштовањем. Убрзо је рукометна популарност, у Нишу сустигла популарност и самог фудбала. Учешћем екипа из Ниша у највишем рукометном рангу такмичења, и успесима које су Нишке екипе остваривале у истом, измеђуосталог представљају разлог популарности ове игре у то време.
Велики рукомет се у Нишу јавља пре малог рукомета, и његова ера траје од 1948. године ди 1960. године. Овај спорт су, за разлику од хазене (у Нишу) играли и мушкарци и жене.

#### Екипе великог рукомета у Нишу
- РК ЖЕЛЕЗНИЧАР
- РК МЕТАЛАЦ
- РК ДИНАМО
- РК БУДУЋНОСТ
- РК РАДНИЧКИ
- РК НАРОДНО ЗДРАВЉЕ
- РК БРАТСТВО
- РК АВИЈАТИЧАР
- ЈЕДИНСТВО (Нишка Бања)

## Велики и мали рукомет
Када су крајем 1952. године, људи почели се збуњују и да мешају с једне стране тадашњи рукомет (велики рукомет), са истом игром које се играла на терену мањих димензија (данашњи рукомет), ствара се практична потреба означујуће диференцијације ова два спорта. Тако да се, до тада игра која се звала само рукомет, са да зове велики рукомет или рукомет на трави, док се рукомет у сали назива мали рукомет (данас само рукомет), услед мањих димензија терена, доји је даље диктирао условне промене игре. Велики и мали рукомет су скоро истоветне игре, са својим сличностима и разликама. На питање усмерено тадашњим Нишлијама, шездесетих година XX-ог века, шта је то рукомет? сви су знали да се ради о спортској игри која се игра рукама, али на ногометном терену. Међутим, мало ко је знао да поред рукомета на фудбалском терену, постоји иста игра која се играла и на терену мањих димензија.

## Специфичности великог рукомета[2]

### Терен
Димензије игралишта, на коме су се одигравале утакмице великог рукомета, износе: од 90 m до 110 m дужине, и ширине од 55 m до 65 m. Ово су димензије фудбалског терена. Линије које су омеђивале терен биле су димензија 12 cm. На оба краја терена, у средини налазе се голови, ширине 7,32 m., висине 2,44 m. Голови су састављени од две стативе и пречке која их је повезивала. Димензије статива и пречке су износиле 12 cm квадратног или округлог пресека, исто као у фудбалу.
Голманов простор је полукружног облика, полупречника 13 m. Специјално се обележавао. Концентрично голмановом простору, цртала се линија слободних бацања, чији је полупречник износио 16 m. и која је обележавана испрекиданим линијама. Пенал или казнени ударац се изводио са удаљености од 14m.
Појавом малог рукомета долази до наглог опадања интересовања за ову игру, што условљава увођењем додатног пара попречних линија, које сада деле терен на три дела (drajtajlung). Делови испред голова су износили по 35 m, док је средишњи део (средња трећина) зависио од дужине игралишта. Од поделе игралишта на три дела, у зони напада могли су да се нађу само по шест играча напада и шест играча одбране. Ово је давало игри додатну динамику.

### Правила

#### Број играча
Број играча који се истовремено налазио на терену и могао учествовати у игри је као и у фудбали износио једанаест (десет играча и голман). У записник се могло уписати тринаест играча, по једна замена за голмана и играче. За разлику од данашњег рукомета, после измене играч је губио право да се поново, касније у току игре врати на терен.
У овом спорту лопта може да се задржи рукама, или да се носи најдуже три корака, после чега је морала да се дода или удари од тло. Могла је да се носи од једног до другог голмановог простора, с тим што се на свака три корака ударала од тло.

#### Дужина утакмице
Утакмица је трајала 2х30 минута, са одмором на полувремену у дужини од десет минута. Трајање женске утакмице у великом рукомету је с друге стране износило 2х25 минута, са такође одмором од десет минута на полувремену.

#### Судија
Игру је водио и контролисао један главни судија, са своја два помоћника (гол судије), док се на међународним утакмицама, њима прикључивао пар линијских судија.

##### Судијске казне
Евентуалне казне играча за неспортску игру, износиле су пет минута, десет минута, или одсуство до краја утакмице.

### Опрема играча
Играчи су се одевали скоро исто као и фудбалери, носили су копачке, чарапе, штуцне (без костобрана), шорцеве и дрес.

### Лопта
Лопта за велики рукомет имала је обим од 58 до 60 cm. Њена тежина износила је од 425 до 475 грама за мушкарце. Док је код жена обим лопте износио 54 до 56 cm, са тежином од 325 до 400 грама.

## Међународна такмичења
Године 1936. овај спорт дебитује на Олимпијским играма у Берлину. Што уједно представља и једино учешће великог рукомета на Олимпијским играма.

## Репрезентативци Југославије у великом рукомету

### Репрезентативци Југославије из РК Железничар из Ниша
Играти за репрезентацију Југославије била је велика част и сан многих играча.Жеља сваког рукометног клуба је да има свог представника у националном тиму, што би представљало престиж, признање и квалитет, не само за играче, већ и за цео клуб.Тешко је међутим, било постати члан националног тима. Поготову је било тешко постати репрезентативац, уколико играч долази из клуба који нема истакнутог представника у стручном руководству или Управном одбору Рукометног савеза Југославије. Железничар такве представнике није имао. Он је у ствари сматран провинцијским клубом, чак и у време када је сам клуб иза себе имао освојена значајна признања.
1. Мирко Милојевић;

1. Милорад Лајшић - „Жути";

1. Радивоје Ристић - „Бизон";

1. Михајло - Мића Динић;

1. Драган Митић;

1. Божидар Облак - „Шане“.

## Крај великог рукомета
Гашење ове игре долази услед, у то време све веће популаризације малог рукомета (рукомет у сали), односно данашњег рукомета.